# Cabina Teleferica di Kurobe

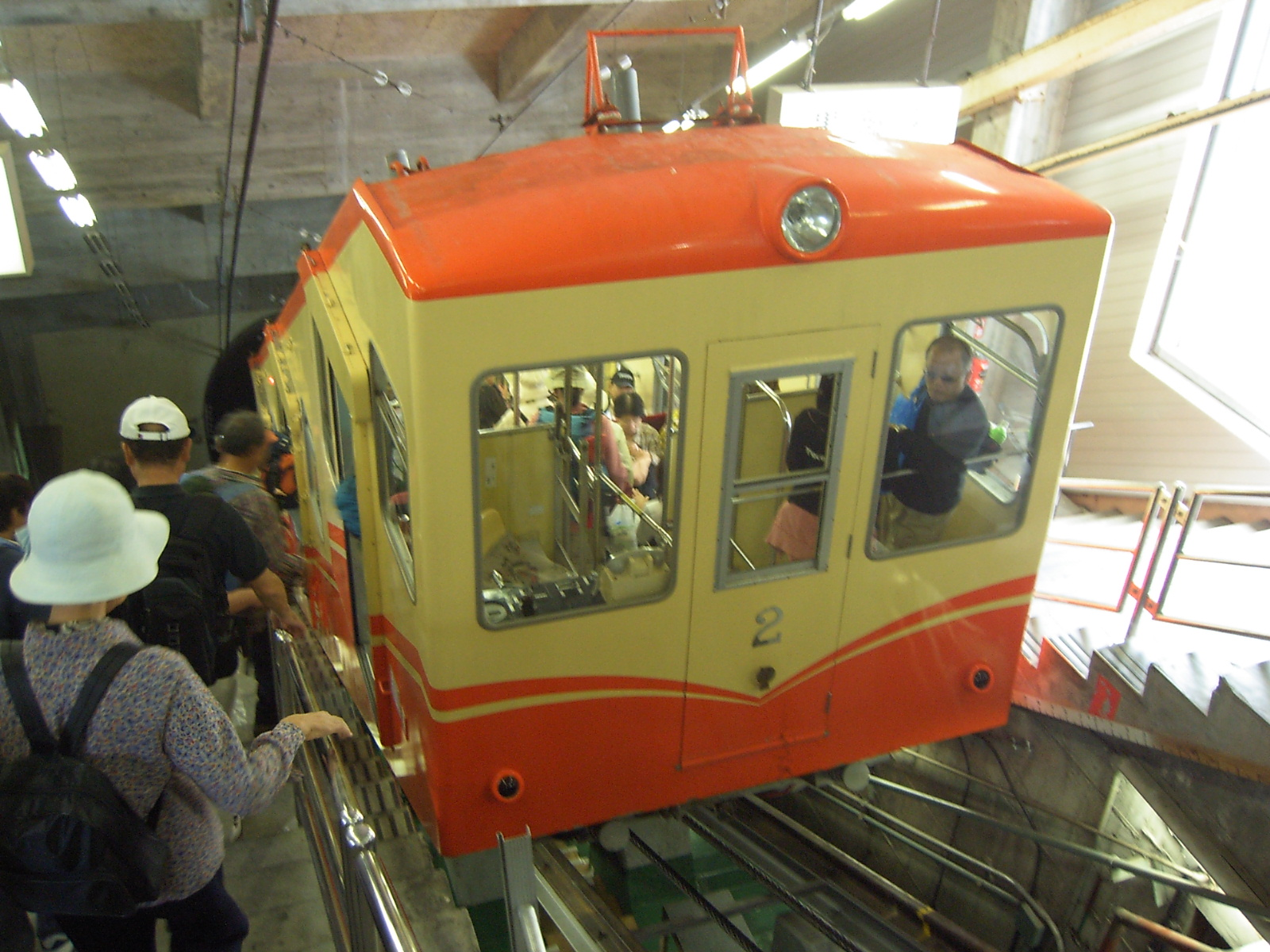
Funicolare della cabina teleferica di Kurobe

La Cabina Teleferica di Kurobe (黒部ケーブルカー?, Kurobe Kēburukā), ufficialmente la Linea Teleferica (鋼索線?, Kōsaku-sen), è una linea funicolare giapponese a Tateyama, gestita dalla Tateyama Kurobe Kankō. La società inoltre opera un'altra funicolare, la Cabina Teleferica di Tateyama, con lo stesso nome ufficiale. La linea fa parte della Tateyama Kurobe Alpine Route e passa interamente in un tunnel per proteggere la cabina dalla neve. È stata aperta nel 1969.

## Dati principali
- Distanza: 0,8 km (0,5 mi)
- Scartamento ferroviario: 1067 mm (3 ft 6 in)
- Stazioni: 2
- Intervallo verticale: 373 m (1224 ft)